# Université Paris-Saclay
Université Paris-Saclay (UPS) ligger i den fransk delstat Île-de-France og regnes for at være blandt verdens førende tekniske universiteter. 
UPS vægter især uddannelse indenfor naturvidenskab, (ingeniøruddannelser) samt forskning på internationalt topplan. 